# Polychrus acutirostris
O papa-vento (nome científico: Polychrus acutirostris) também chamado de lagarto-preguiça, camaleão-falso e lagarto-cego, é um réptil da família Polychrotidae, e do gênero Polychrus. No Brasil, ocorre especialmente nas regiões de Cerrado e Caatinga nordestina. 

## Características
É um animal ovíparo e de hábito arborícola, que habita grande parte da América do Sul. Sua coloração torna-se mais forte quando em época de acasalamento, porém também pode mudar para obter uma melhor camuflagem. Apesar de apresentar diversas características semelhantes a dos "camaleões verdadeiros", a exemplo dos olhos que movem-se de forma independente e da capacidade de mudar de cor, a espécie não pertence à mesma família do Camaleão, mas ainda assim possui um nível de parentesco com o mesmo, pertencendo a mesma subordem: Sauria.  Sua alimentação consiste basicamente em insetos. A espécie está sendo ameaçada pela perda de habitat. De temperamento tranquilo, não representa perigo para humanos.
Outra característica peculiar do animal é a que o caracteriza pelo seu nome popular de "lagarto-preguiça", seus movimentos são lentos, principalmente quando comparado a outros répteis que normalmente possuem agilidade em sua locomoção. Costuma ficar imóvel a maior parte do tempo para se camuflar, sendo essa, junto com a sutil capacidade de mudança de cor, suas maiores defesas. Sua lenta mobilidade, além de também afetar sua alimentação, o torna uma presa fácil, possivelmente colocando-o em um grupo de risco de extinção.
Espécie diurna, costuma viver em arvoretas. Os machos da espécie defendem seus territórios. É difícil de ser encontrado, por causa da sua capacidade de se camuflar, sendo confundido com o ambiente. Sua reprodução é anual, as fêmeas costumam colocar de 7 a 31 ovos. Para atrair as fêmeas, na época reprodutiva, os machos adquirem uma cor avermelhada na cabeça. Pode ser encontrado nos está  Andes, do sul do Pará ao norte da Argentina, em formações savânicas. 

## Galeria

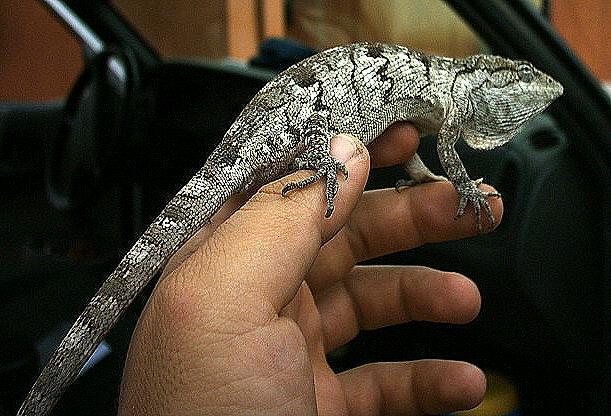
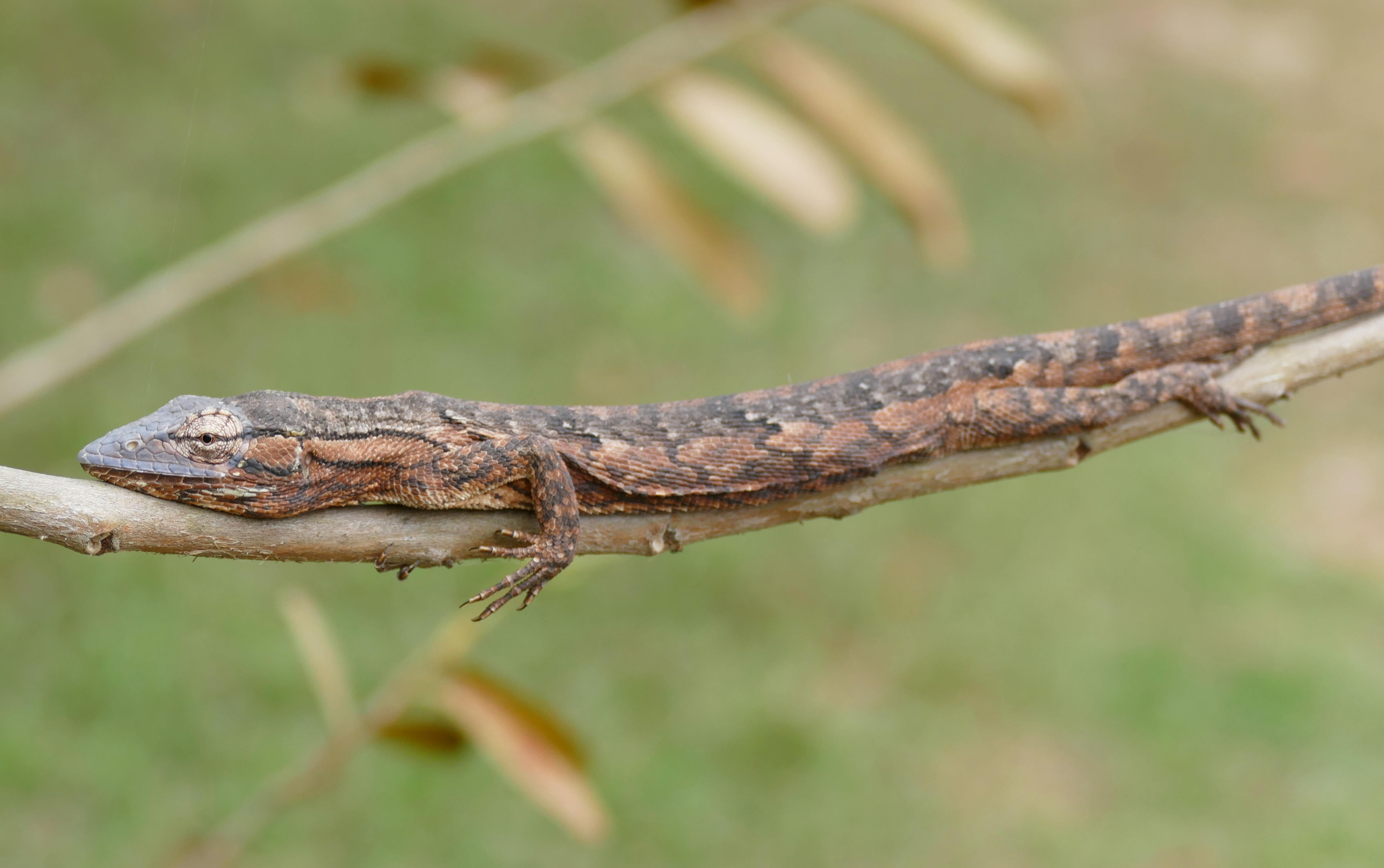
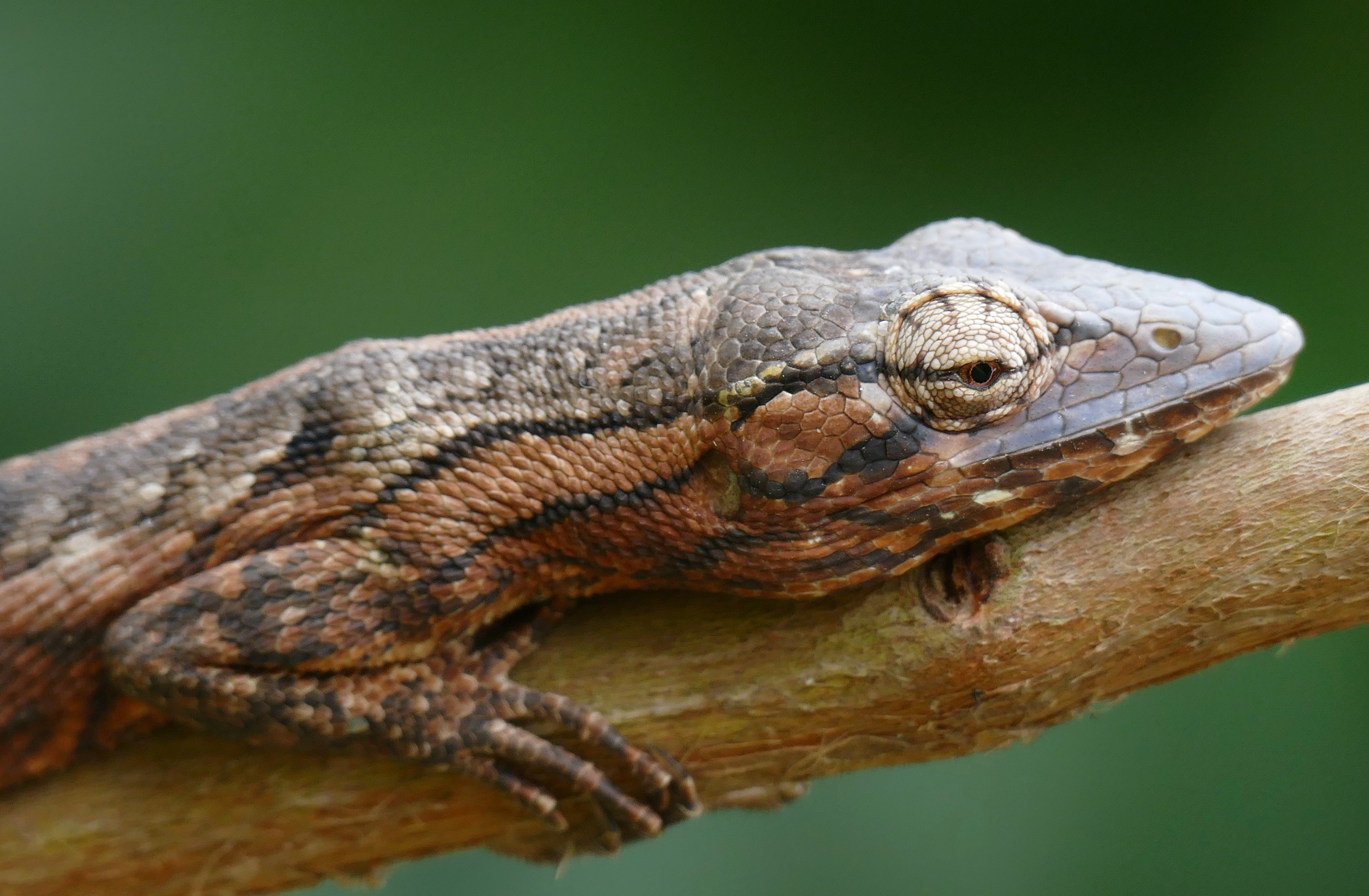
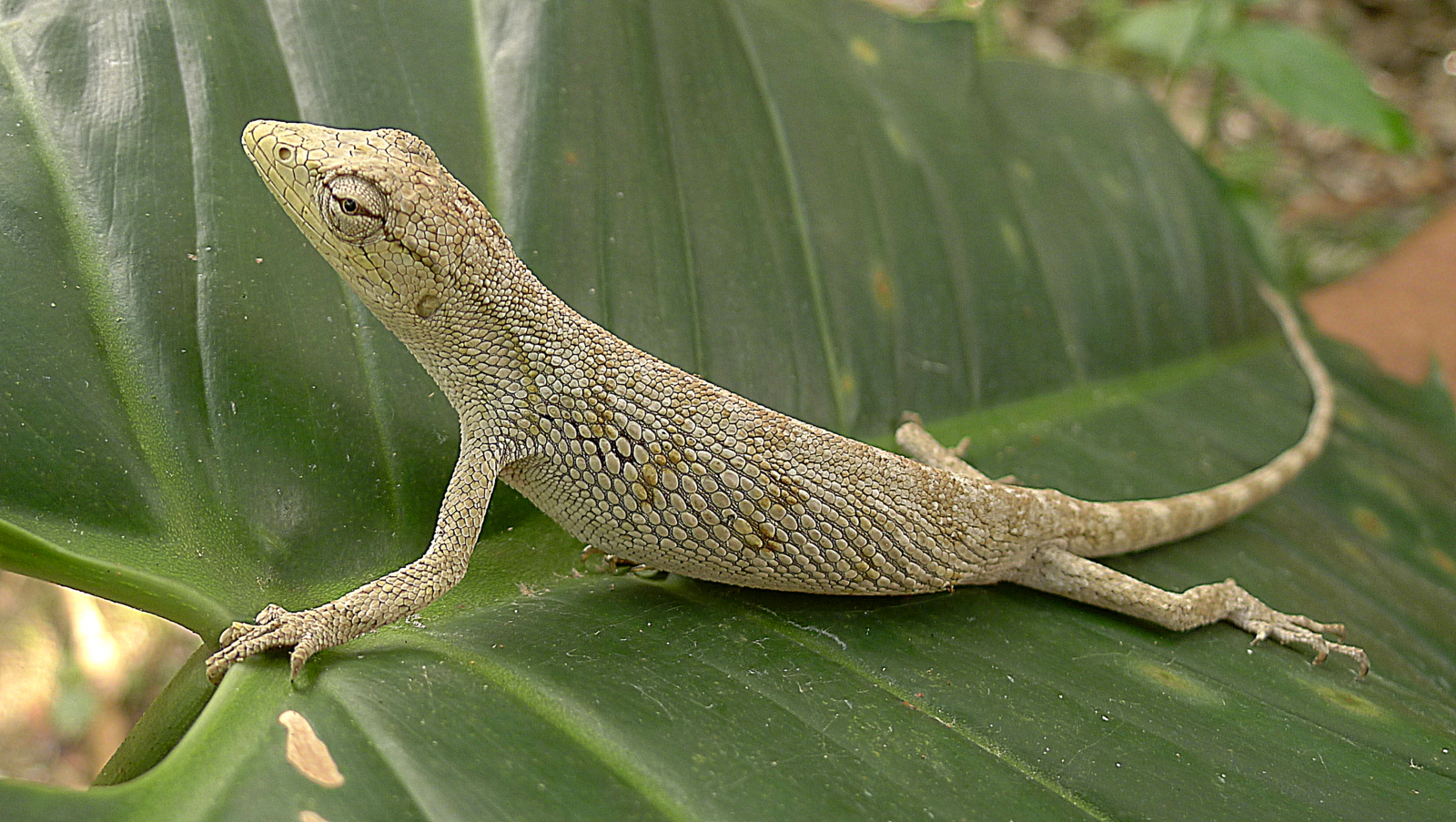
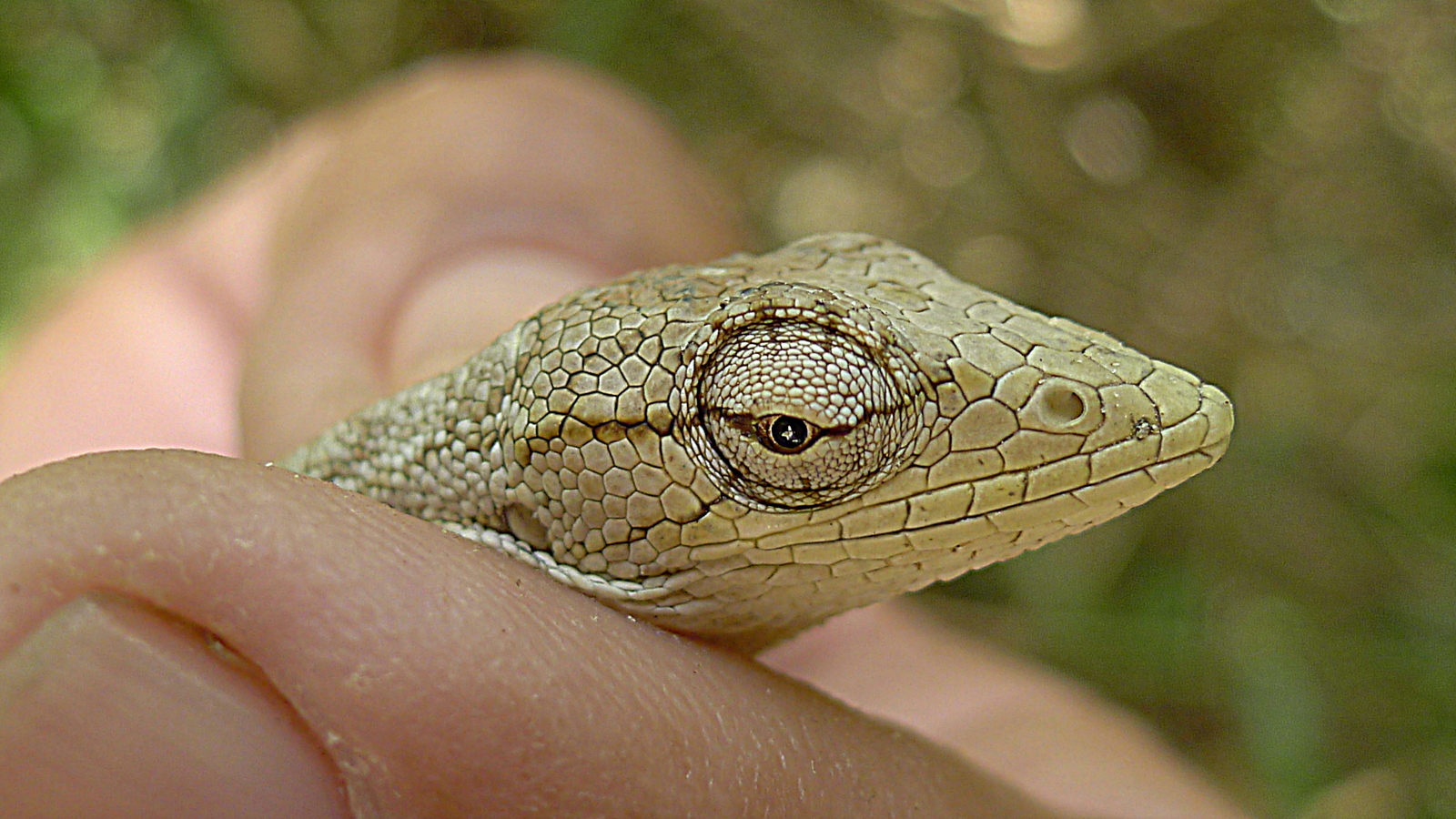
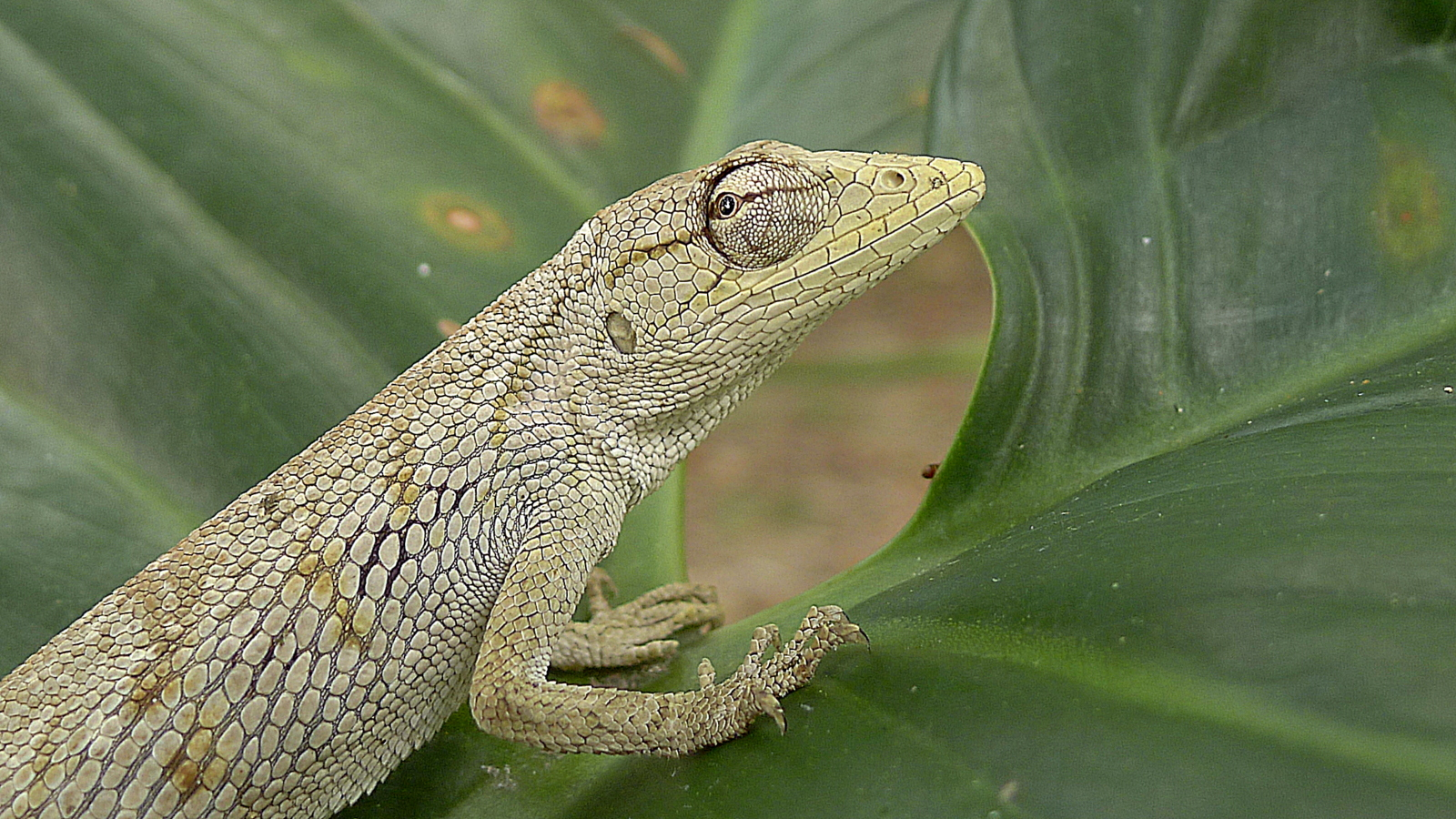
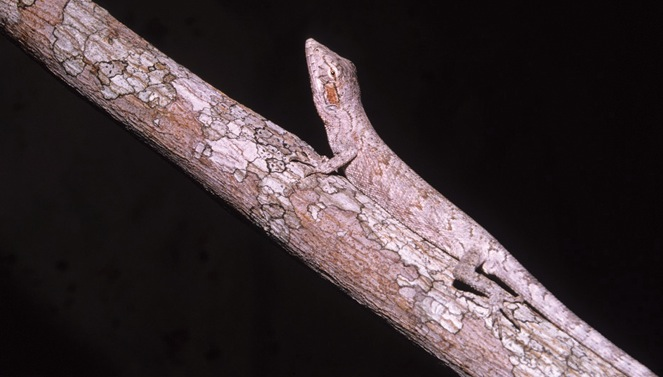
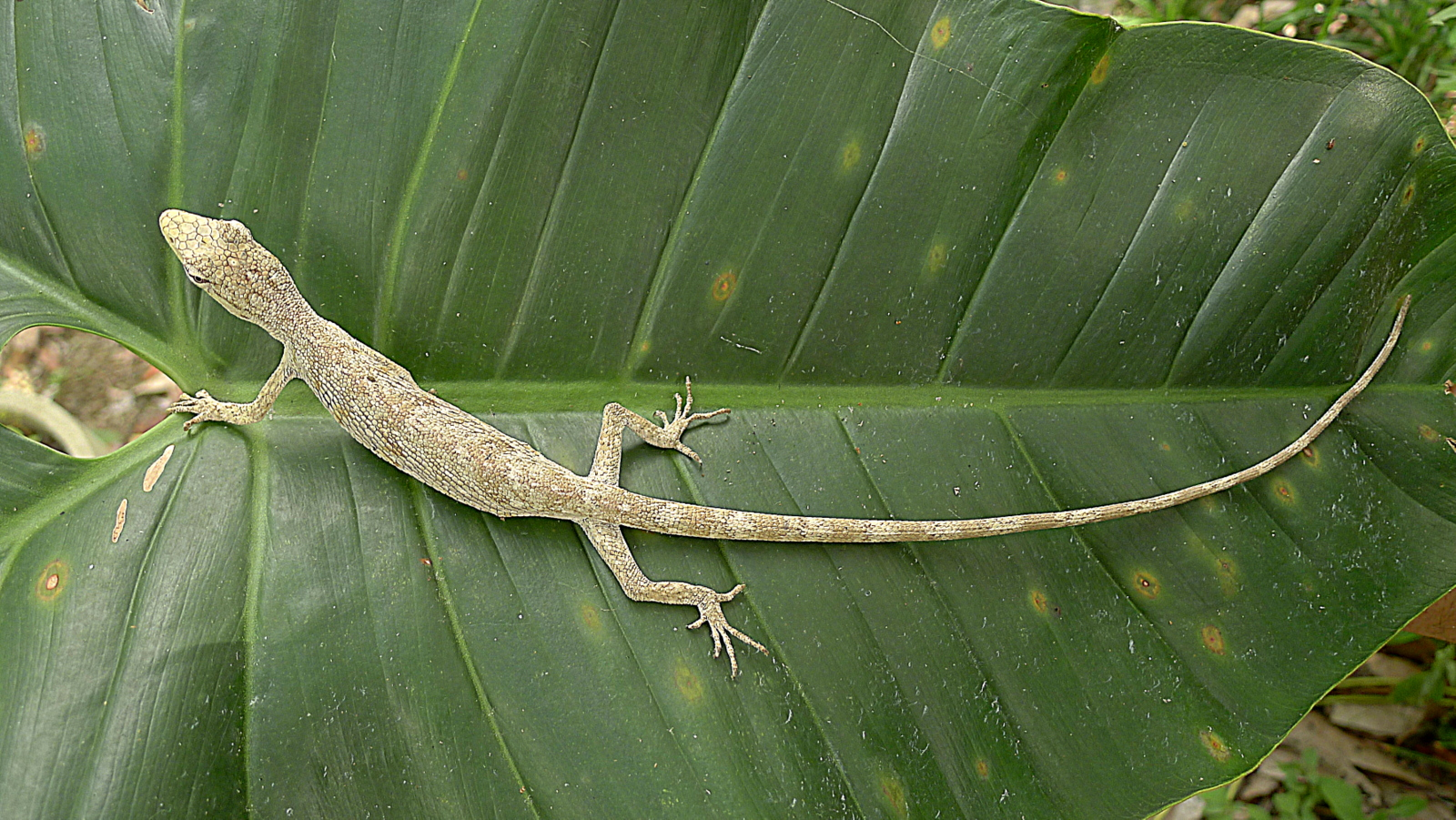